# Pierwszy rząd Sada al-Haririego
Rząd Sada al-Haririego – rząd jedności narodowej Republiki Libańskiej, funkcjonujący od listopada 2009 do stycznia 2011.

## Powstanie
27 czerwca 2009 prezydent Michel Sulaiman desygnował Sada al-Haririego, przywódcę Al-Mustakbal i Sojuszu 14 Marca na stanowisko Prezesa Rady Ministrów. Nominację zatwierdził w głosowaniu parlament. Al-Hariri podjął rozmowy z opozycyjnym Sojuszem 8 Marca, mające na celu stworzenie wspólnego rządu jedności narodowej. Po trzech miesiącach negocjacji, 7 września 2009 przedstawił prezydentowi skład swojego gabinetu. Hezbollah i jego sojusznicy odrzucili zaproponowany przez al-Haririego skład rządu, dlatego też 10 września 2009 zrezygnował on z dalszej misji tworzenia gabinetu, jednak 16 września prezydent Sulaiman ponownie desygnował go na stanowiska premiera. 7 listopada 2009, po kolejnych rundach negocjacji koalicja al-Haririego zawarła porozumienie z opozycją, przewidujące podział władzy i wspólny rząd.
9 listopada 2009 prezydent zatwierdził nowy gabinet, w skład którego weszło 30 ministrów, 15 z Sojuszu 14 Marca, 10 z opozycji i 5 mianowanych przez prezydenta. Zgodnie z niepisaną zasadą konfesjonalizmu w rządzie znalazła się równa liczba muzułmanów i chrześcijan (po 6 maronitów, sunnitów i szyitów, 4 prawosławnych, po 3 druzów i grekokatolików oraz 2 Ormian). Członkami gabinetu zostały także 2 kobiety. 10 grudnia 2009 gabinet Sada al-Haririego uzyskał wotum zaufania, zdobywając 122 głosy poparcia w 128-osobowym Zgromadzeniu Narodowym.

## Upadek
12 stycznia 2011 roku ministrowie związani z Sojuszem 8 Marca i prezydentem Michelem Sulaimanem opuścili rząd jedności narodowej, który upadł.
25 stycznia 2011 r. prezydent Libanu powierzył misję sformowania nowego rządu Nadżibowi Mikatiemu, popieranemu przez Hezbollah i jego sojuszników.

## Skład
| Stanowisko                          | Imię i nazwisko         | Stanowisko            | Partia                        |
| Przedstawiciele prezydenta          |                         |                       |                               |
| Min. spraw wewnętrznych             | Ziad Baroud             | Katolik-Maronita      | niezależny                    |
| Min. obrony i wicepremier           | Elias Murr              | Prawosławny           | niezależny                    |
| Sekretarz stanu                     | Adnan al-Kassar         | Sunnita               | niezależny                    |
| Sekretarz stanu                     | Adnan as-Sajjid Hussejn | Szyita                | niezależny                    |
| Sekretarz stanu                     | Mona Ofeisz             | Prawosławna           | niezależna                    |
| Sojusz 14 Marca                     |                         |                       |                               |
| Premier                             | Sad al-Hariri           | Sunnita               | Strumień Przyszłości          |
| Min. finansów                       | Raja Haffar al-Hassan   | Sunnitka              | Strumień Przyszłości          |
| Min. środowiska                     | Mohammad Rahhal         | Sunnita               | Strumień Przyszłości          |
| Min. edukacji                       | Hassan Mneimneh         | Sunnita               | Strumień Przyszłości          |
| Min. ekonomii i handlu              | Mohammad Safadi         | Sunnita               | Blok Trypolijski              |
| Min. sprawiedliwości                | Ibrahim Nadżdżar        | Prawosławny           | Siły Libańskie                |
| Min. kultury                        | Salim Wardeh            | Katolik-Melchita      | Siły Libańskie                |
| Min. spraw socjalnych               | Selim al-Sajegh         | Katolik-Maronita      | Kataeb                        |
| Sekretarz stanu                     | Jean Ogassapian         | Prawosławny Ormianin  | Ramgavar                      |
| Min. robót publicznych i transportu | Ghazi al-Aridi          | Druz                  | Socjalistyczna Partia Postępu |
| Min. ds. uchodźców                  | Akram Szihajeb          | Druz                  | Socjalistyczna Partia Postępu |
| Sekretarz stanu                     | Wael Abu Faour          | Druz                  | Socjalistyczna Partia Postępu |
| Min. pracy                          | Butrus Harb             | Katolik-Maronita      | niezależny                    |
| Min informacji                      | Tarek Mitri             | Prawosławny           | niezależny                    |
| Sekretarz stanu                     | Michel Faraon           | Katolik-Melchita      | niezależny                    |
| Sojusz 8 Marca                      |                         |                       |                               |
| Min. turystyki                      | Fadi Abboud             | Katolik-Maronita      | Wolny Ruch Patriotyczny       |
| Min. energii i wody                 | Dżubran Bassil          | Katolik-Maronita      | Wolny Ruch Patriotyczny       |
| Min. telekomunikacji                | Szarbel Nahhas          | Katolik-Melchita      | Wolny Ruch Patriotyczny       |
| Sekretarz stanu                     | Jusef Saadeh            | Katolik-Maronita      | Marada                        |
| Min. przemysłu                      | Abraham Dedejan         | Protestant (Ormianin) | Dasznak                       |
| Min. spraw zagranicznych            | Ali Hussein al-Szami    | Szyita                | Amal                          |
| Min. sportu i młodzieży             | Ali Hussein Abdallah    | Szyita                | Amal                          |
| Min. zdrowia                        | Mohammad Dżawad Chalife | Szyita                | Amal                          |
| Min. rolnictwa                      | Hussein Hadżdż Hassan   | Szyita                | Hezbollah                     |
| Min. ds. reformy administracji      | Mohammed Fneisz         | Szyita                | Hezbollah                     |